# 高山劇場
22°18′49″N 114°11′08″E / 22.3135895°N 114.185635°E
高山劇場（英語：Ko Shan Theatre）是香港的一個劇場，用以粵劇表演為主，位於九龍城區紅磡鶴園（鶴園角）及老龍坑高山道公園內，地址高山道77號，由康樂及文化事務署管理。

## 歷史

### 改建前
高山劇場於1983年3月29日由市政局落成啟用，現址前身為鶴園角石礦場。原為半露天式劇場，設有3000個座位，是香港第一所在公園內興建的半露天式劇場。 1984年9月16日，《中英聯合聲明》簽訂前，舊高山劇場曾舉行「《代議政制綠皮書》民間團體代表大會」，以討論《香港基本法》的起草及香港未來政制議題，並要求英屬香港政府在1988年香港立法局選舉中舉行直選（「八八直選」），吸引數千名市民出席。1986年，香港民主派曾在舊高山劇場舉辦第一次「高山大會」，再度提出「八八直選」訴求，民主派亦在此次會議中成形，舊高山劇場也遂曾被奉為香港民主派的「聖地」。此後，在1993年、2003年及2010年，民主派亦曾假高山劇場舉辦「高山大會」。
此外，因舊高山劇場設施較簡陋，距離地鐵站亦不近，故此場租較香港其他公共表演場地便宜；加上劇場半露天式設計易於帶動觀眾氣氛，遂吸引了不少非主流音樂會於此舉行，音樂類型涵蓋搖滾、朋克搖滾、另類搖滾、重金屬音樂、電子音樂等等。香港當時的搖滾音樂周報《音樂一周》可謂最先發掘舊高山劇場為搖滾音樂會表演場地的本地媒體。1986年3月，《音樂一周》已為炙手可熱的英國白人靈魂樂搖滾歌手Paul Young在舊高山劇場主辦音樂會。1986年至1989年間，《音樂一周》繼續為香港乃至世界各地不同搖滾、另類搖滾或地下搖滾樂隊或樂手於舊高山劇場主辦音樂會，包括為香港樂隊舉辦的一系列《From The Underground 地下音樂會》。此外，原為地下樂隊、後轉型為主流搖滾樂隊的Beyond樂隊，也曾於舊高山劇場舉辦音樂會及參與音樂比賽，包括於1987年舉行的《超越亞拉伯演唱會》。1993年7月4日晚上，香港商業電台更曾於舊高山劇場舉行《永遠懷念家駒》音樂會，悼念於同年6月30日於日本因意外逝世的Beyond樂隊主音黃家駒，全場坐滿2600人，飲泣聲此起彼落。 1993年，香港新金屬樂隊LMF前身Lazy Mother Fuckers也曾於舊高山劇場舉行音樂會。至於海外樂隊或樂手，則包括於1988年於舊高山劇場演出的英國樂隊Bauhaus主唱Peter Murphy；1990年代初於此演出的則包括英國樂隊The Wedding Present、美國樂隊全民公敵組合、牙買加及美國樂隊Ziggy Marley and the Melody Makers；甚至是英國殿堂級另類搖滾樂隊電台司令，也曾於1994年6月假舊高山劇場舉行演唱會，而香港女歌手王菲也有到場支持。然而，因舊高山劇場的半露天式劇場設計經常受到惡劣天氣及噪音影響，驅使市政局對舊高山劇場進行大規模改建。1994年7月3日，香港地下樂隊Dark Entry舉行《Dark Entry VIII：再見高山》音樂會後，舊高山劇場便正式閉館，並開始進行改建工程。

### 改建後

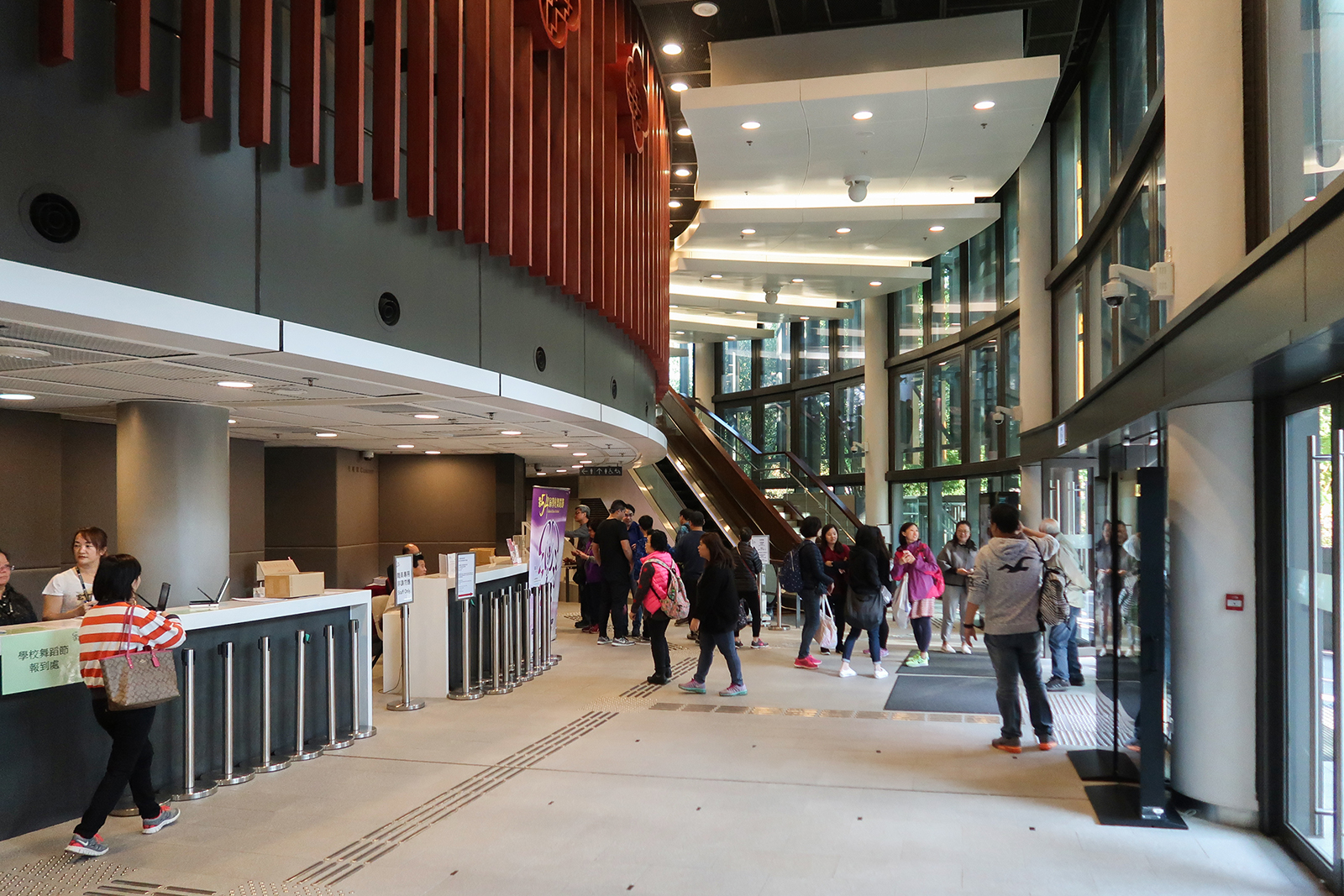
高山劇場新翼大堂

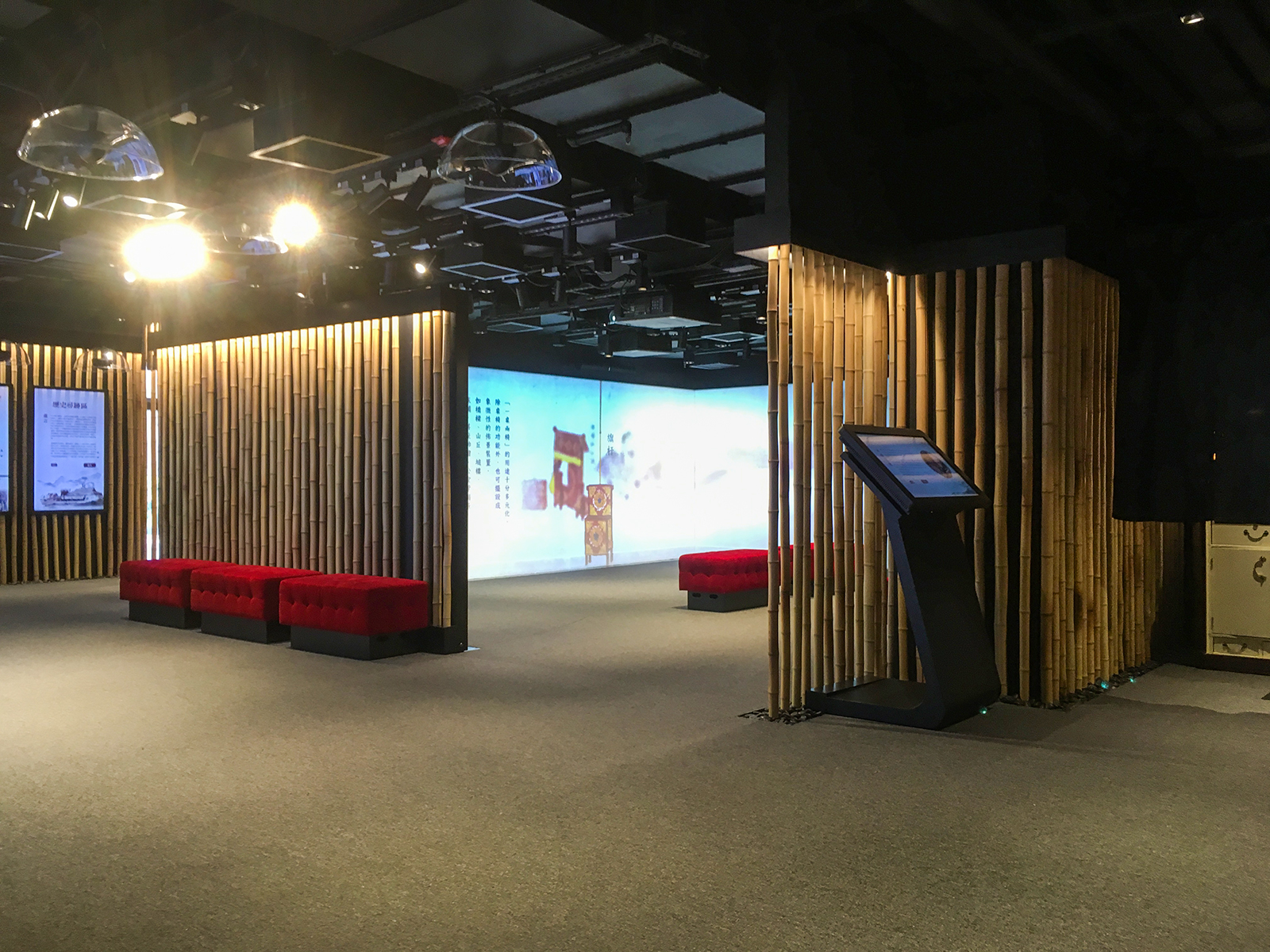
高山劇場三樓的粵劇教育及資訊中心以傳統粵劇戲棚賞用的「竹」為主要物料

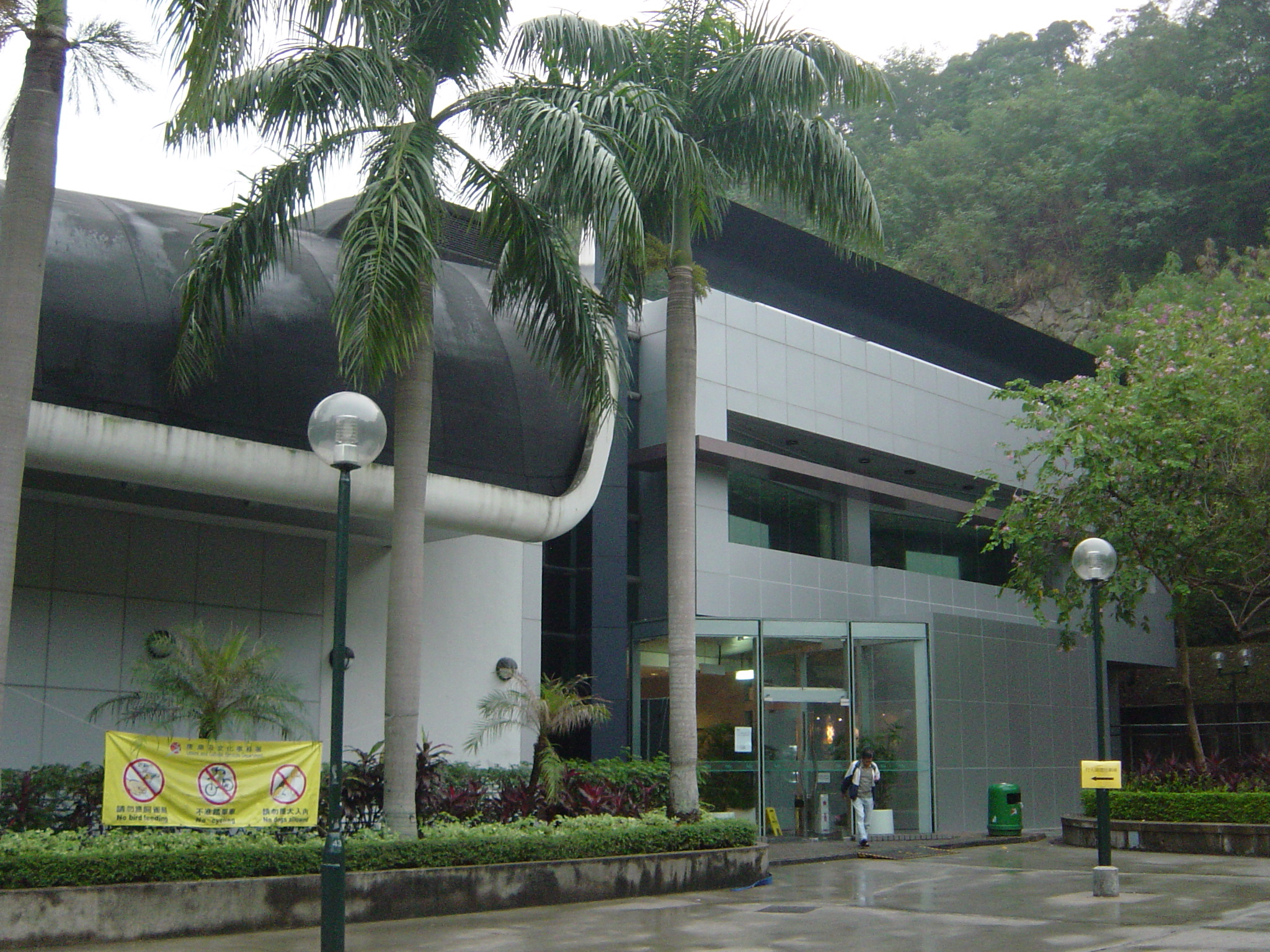
高山劇場舊翼

因舊高山劇場的半露天式劇場設計經常受到惡劣天氣及噪音影響，舊高山劇場於1994年7月4日起閉館並展開了多項改善工程，主要將原有的劇場改建為全天候室內劇場，除添置冷氣外，並改善舞台和燈光設備，配備先進音響系統，以及加添排練室、會議室、展覽櫥窗和城市售票處等設施。改善後的場館於1996年10月23日重新開放，劇院座位1031個（堂座916個，樓座115個）。自此，高山劇場乃定位為以粵劇表演為主的香港公共表演場地。 除了是難得一見的主要用作粵劇的香港公共表演場地外，每逢元宵節和中秋節，高山劇場均會連同高山道公園舉行大型綵燈會。不過，在1990年代後期，仍有一些出於對舊高山劇場的情意結的音樂單位在新高山劇場舉辦過搖滾音樂會，例如Beyond樂隊於1997年舉行的《高山劇場搖擺預備Show》，以及1999年7月由袁智聰統籌、叱咤903主辦的《拉闊Band Show：中國搖滾新生代》音樂會等等。但隨著新高山劇場資源繼續主要投放予粵劇演出，搖滾樂聲音逐漸於高山劇場銷聲匿跡。
2008年至2009年，高山劇場進行擴建工程，將高山道公園的四個網球場改建為高山劇場新翼大樓，該四個網球場則重置於海心公園擴建部分。新翼大樓樓高五層，內設置一個設有600個座位的中型劇院、活動室、排演室及排唱室等。而三樓設天台綠化帶，設有步行徑、休憩長椅及蔭棚。新翼於2014年10月31日隆重開幕。
2017年9月9日，高山劇場新翼位於三樓的粵劇教育及資訊中心開幕，逢星期一、三至日及公眾假期的不同時段對外開放。
2025年6月20日及6月21日，高山劇場舉辦《高山祭》音樂會，為康樂及文化事務署主辦「香港流行文化節2025」節目之一，是為相隔多年於高山劇場舉辦的搖滾樂音樂會。該音樂會由香港音樂監製王雙駿策劃，邀請了不同年代和風格的香港搖滾樂隊及音樂人演出，以讓觀眾重新認識香港樂隊文化及歷史。除王雙駿外，於該音樂會出演樂隊及音樂人還包括The Hertz、Mr.、逆流、Instinct of Sight及恭碩良等。

## 圖集

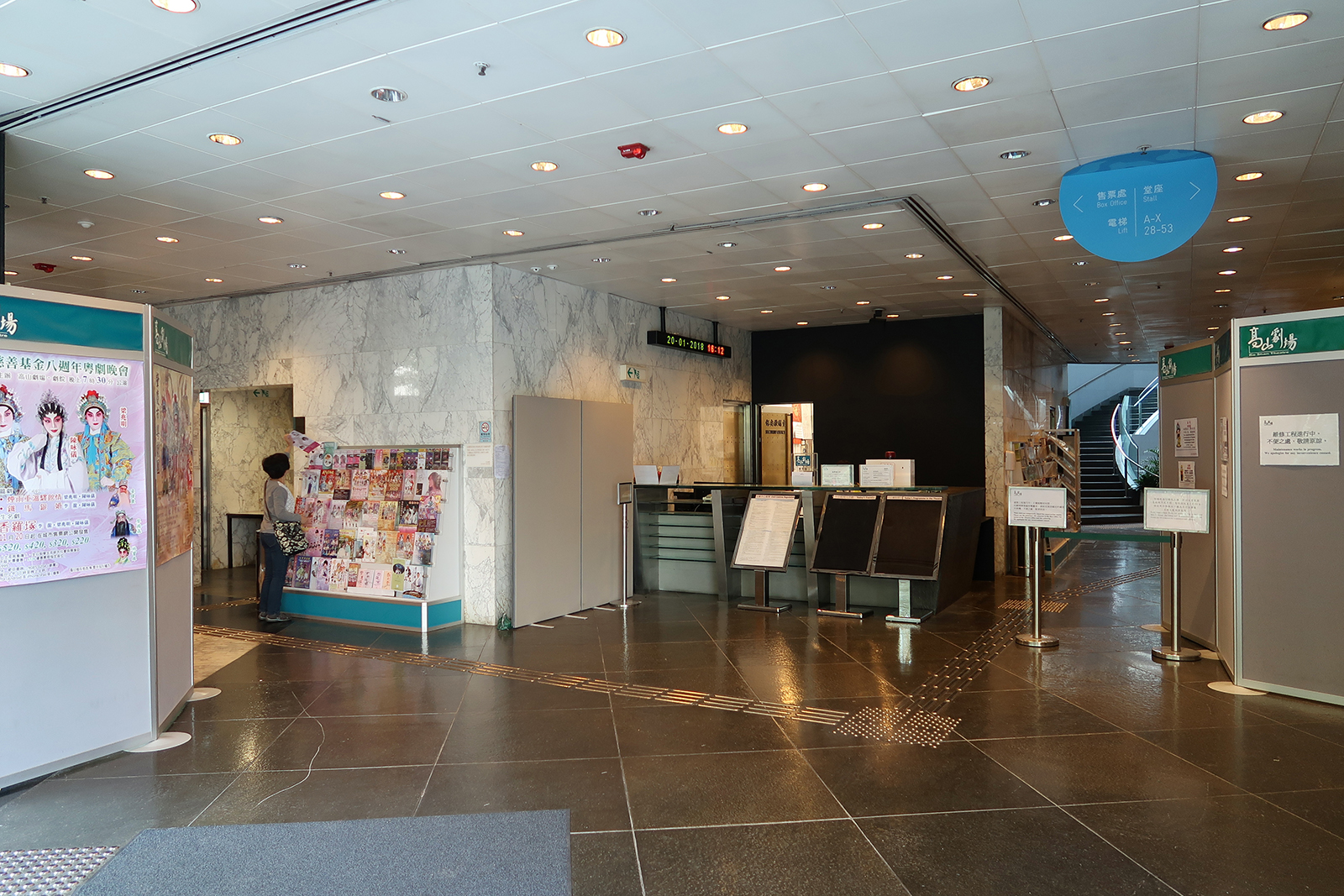
舊翼大堂
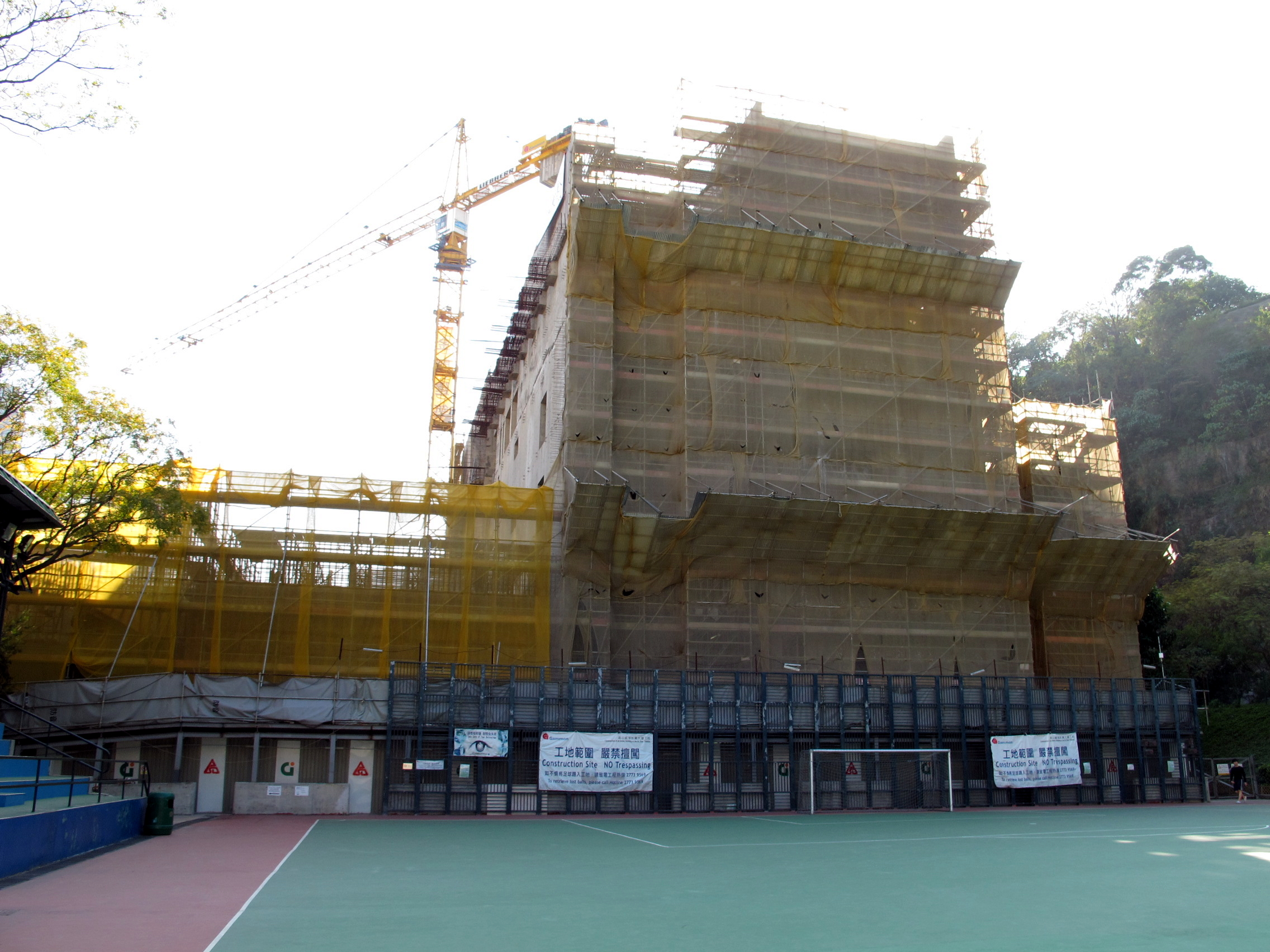
高山劇場擴建工程（2012年12月）
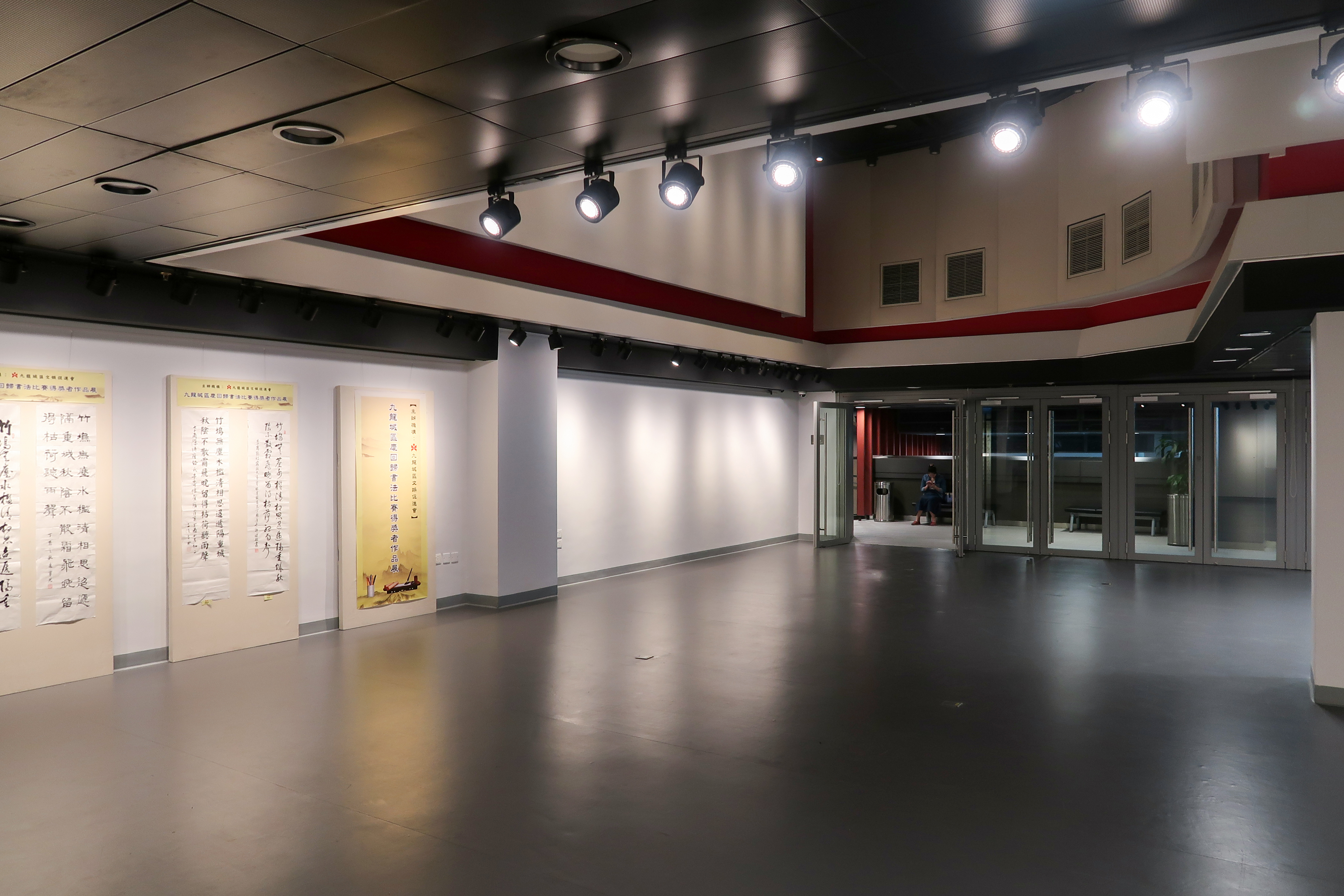
高山劇場新翼展覽廳
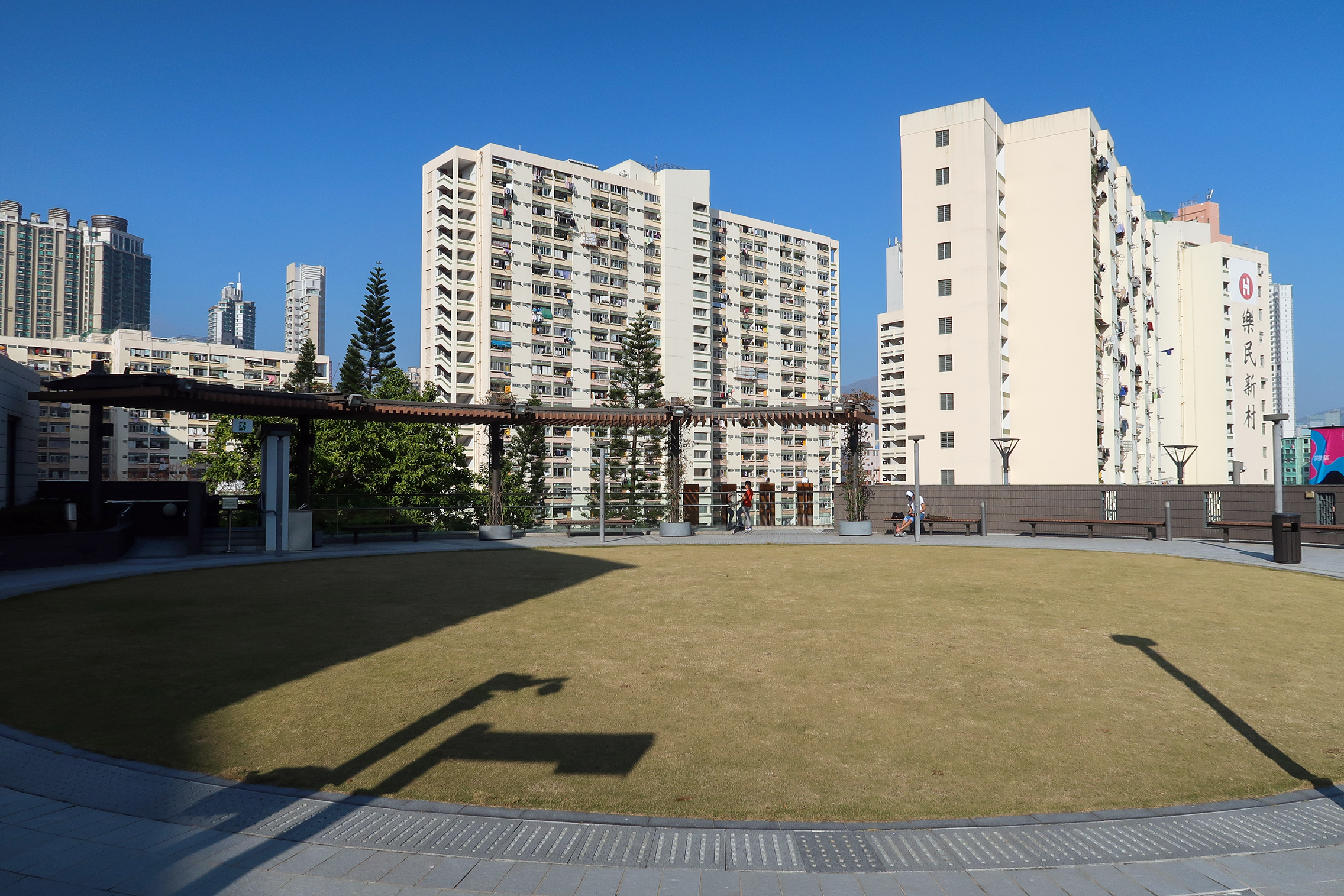
高山劇場新翼天台花園
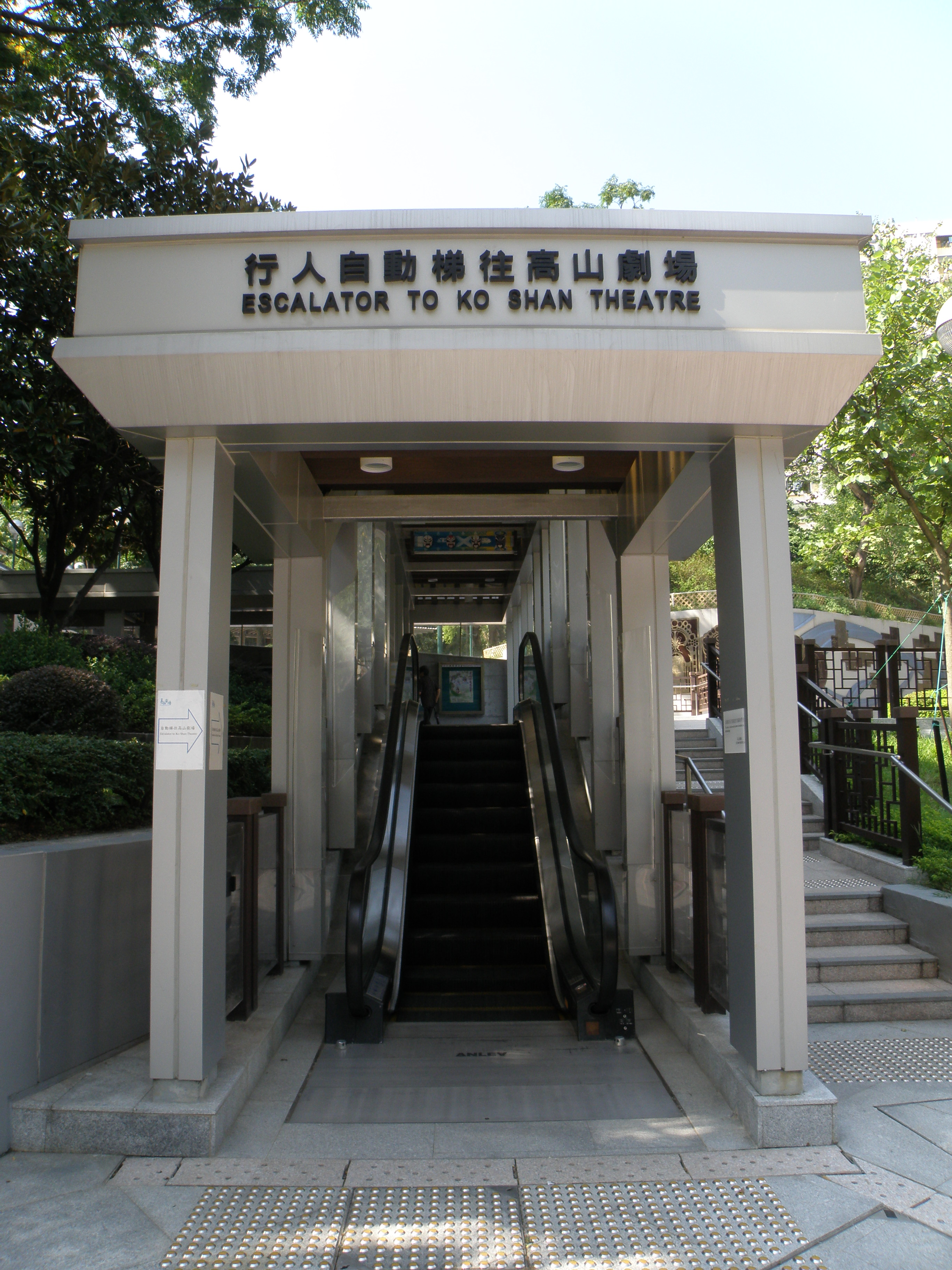
高山道公園通往高山劇場的扶手電梯

## 悼念活動
1993年7月4日，晚上香港商業電台於高山劇場舉行「永遠懷念家駒」悼念音樂會，全場坐滿2600人，飲泣聲此起彼落。

## 外部連結
- 高山劇場 （页面存档备份，存于）